# Бонетти, Джулио
Джулио Джакомо Бонетти (итал. Julio Giacomo Bonetti, 14 июля 1911, Генуя, Королевство Италия — 17 июня 1952, Белмонт, Калифорния, США) — итальянский и американский бейсболист, питчер. Выступал в Главной лиге бейсбола за «Сент-Луис Браунс» и «Чикаго Кабс».

## Биография
Джулио Бонетти родился 14 июля 1911 года в Вадо-Лигуре близ Генуи. Годом позже его отец Паоло эмигрировал в США, а в 1914 году следом отправились мать и двое их детей. Семья Бонетти осела в Сан-Матео, где в 1918 году у них родился третий ребёнок, девочка. В 1920-х годах они переехали в Сан-Франциско. Там Джулио окончил школу и поступил в двухлетний колледж. Учёбу он совмещал с работой в картографической компании и игрой в бейсбол за любительские и полупрофессиональные команды. 
Профессиональную спортивную карьеру Бонетти начал в 1933 году в составе клуба «Сан-Франциско Мишнс». С 1934 по 1936 год он играл в Западной лиге за «Рок-Айленд Айлендерс» и «Де-Мойн Демонс». После удачного выступления Джулио получил приглашение на весенние сборы команды Главной лиги бейсбола «Сент-Луис Браунс» и сумел пробиться в её состав. Он стал вторым после Лу Полли уроженцем Италии, вышедшим на поле в Главной лиге бейсбола. Сыграв шестнадцать матчей в качестве стартового питчера с четырьмя победами при одиннадцати поражениях, Бонетти был отправлен в фарм-клуб в Сан-Антонио.
В состав «Браунс» он вернулся весной 1938 года. В регулярном чемпионате Бонетти принял участие в семнадцати играх как реливер, после чего был отправлен в команду из Толидо, игравшую в Американской ассоциации. Главными проблемамми, помешавшей ему закрепиться в лиге, были контроль мяча и наличие только одной сильной подачи, синкера. В январе 1939 года «Браунс» продали права на игрока клубу Лиги Тихоокеанского побережья «Лос-Анджелес Энджелс».
В новой команде Бонетти удалось провести отличный сезон, с двадцатью победами при пяти поражениях и пропускаемостью 3,25. В августе он сыграл свой лучший матч, одержав победу над «Оклендом» с двумя пропущенными хитами, сделав всего 66 подач. Через восемь дней контракт Джулио был выкуплен клубом «Чикаго Кабс». Весной 1940 года он успешно выступил во время сборов, но шанса проявить себя не получил. За «Кабс» Бонетти сыграл всего 1 1/3 иннинга и 26 апреля был продан обратно в «Энджелс».
В сезоне 1940 года в играх за «Энджелс» он одержал четырнадцать побед и установил рекорд лиги, сыграв 64 иннинга подряд без допущенных уоков. Успешно Бонетти начал чемпионат и в 1941 году, но в июле решением президента Национальной ассоциации профессиональных бейсбольных лиг Уильяма Брэмхема был отстранён от игр. Поводом к этому стали результаты расследования, выявившего связи Джулио с букмекером Альбертом Решоу. Прямых доказательств участия в договорных матчах не было, но Брэмхем посчитал связей со ставками достаточными для отстранения Джулио от профессионального бейсбола. 
Осенью 1941 года Бонетти подавал прошение о восстановлении своих прав, но получил отказ. Лишившись возможности возобновить карьеру, Джулио по примеру отца устроился работать плотником. В августе 1942 года он был призван на военную службу, которую проходил в составе 15-го медицинского батальона, базировавшегося в Техасе. После демобилизации он жил и работал в Калифорнии. Джулио Бонетти скончался 17 июня 1952 года в своём доме в результате сердечного приступа.